# Harada Taiga
Harada Taiga (sinh ngày 18 tháng 10 năm 1996) là một cầu thủ bóng đá người Nhật Bản.

## Sự nghiệp câu lạc bộ
Harada Taiga hiện đang chơi cho Fujieda MYFC.